# Alexandrine de Bleschamp
Marie Laurence Charlotte Louise Alexandrine de Bleschamp (Calais, 23 febbraio 1778 – Senigallia, 13 luglio 1855) è stata una nobile francese.
Figlia di Charles Jacob e di Philiberte Jeanne Louise Bouvet, nel 1798 sposò il banchiere Hippolyte Jouberthon e ne ebbe la figlia Anna nel 1799. Rimasta vedova, si risposò civilmente il 26 ottobre 1803, a Chamant, con Luciano Bonaparte.
Ebbero dieci figli:
- Carlo Luciano Giulio Lorenzo, II principe di Canino e Musignano (1803 - 1857), ornitologo e presidente della Repubblica Romana. Sposò sua cugina Zenaide Bonaparte, con discendenza.
- Letizia Cristina (1804 - 1871), sposò sir Thomas Wyse, con discendenza, una figlia, Maria Wyse-Bonaparte, sposata due volte, con discendenza.
- Giuseppe Luciano (1806 - 1807).
- Giovanna (1807 - 1829), sposò nel giugno 1825 il marchese Onorato Honorati, senza discendenza.
- Paolo Maria (1808 - 1827), celibe e senza discendenza.
- Luigi Luciano (1813 - 1891), senatore del secondo impero francese. Sposò prima Maria Anna Cecchi, senza discendenza, e poi Marie Clémence Richard, con discendenza.
- Pietro Napoleone (1815 - 1881), rivoluzionario in Romagna e in Sudamerica. Sposò Eléonore-Justine Ruffin, con discendenza.
- Antonio Luciano (1816 - 1877), sposò il 9 luglio 1839 Carolina Maria Anna Cardinali (1823-1879), senza discendenza.
- Maria Alessandrina (1818 - 1874), sposò Vincenzo, conte Valentini di Laviano, con discendenza.
- Costanza (1823 - 1876), badessa del Sacro Cuore di Roma.